# Mitsou ovvero come le fanciulle diventano sagge
Mitsou ovvero come le fanciulle diventano sagge è un romanzo breve di Colette, da lei stessa definito «un'operetta», la cui struttura narrativa è il risultato della fusione fra una pièce teatrale e una novella epistolare. Inizialmente apparve in cinque puntate sul settimanale La Vie parisienne nel 1917, successivamente il testo, riveduto e ampliato, venne pubblicato in volume nel 1919 a Parigi, per la casa editrice "Fayard", assieme alla commedia del 1909 En camarades. 
Questo romanzo suscitò l'ammirazione di Marcel Proust che così scrisse: "Ho un poco pianto stasera, per la prima volta dopo molto tempo, eppure da un pezzo sono oppresso da dispiaceri, da sofferenze, e da seccature. Ma se ho pianto non è per tutto questo, è leggendo la lettera di Mitsou. Le due lettere finali sono il capolavoro del libro".

## Trama
La vicenda si svolge a Parigi mentre è in corso la prima guerra mondiale, la scena iniziale è ambientata nel camerino di Mitsou, una graziosa e assennata attrice di ventiquattro anni, vedette di un music-hall. Il nome della protagonista, apprendiamo in seguito, è l'acronimo delle iniziali delle due società amministrate dal suo amante cinquantenne, Pierre, detto "l'Uomo Perbene".
Mentre Mitsou è intenta a prepararsi per lo spettacolo, una collega, detta "Piccola Cosa", piomba nel suo camerino per chiederle se può farle il favore di nascondere dentro il suo armadio due giovani ufficiali in licenza, da lei incontrati quella sera stessa. Sebbene perplessa e contrariata, Mitsou accetta di nascondere i due giovani, detti "Il Kaki" e "Il Tenente Blu" dal colore della loro divisa. E così, da dentro l'armadio, i due la osservano, ammirati, mentre lei finisce di vestirsi, il Tenente Blu si offre anche di aiutarla ad allacciarsi il vestito. Ma l'Uomo Perbene entra nel camerino di Mitsou che, senza scomporsi pur dopo essersi fatta sorprendere dall'amante con due uomini nascosti nell'armadio, gli spiega l'accaduto, subito i due militari se ne vanno. 
Due giorni dopo Mitsou, sempre nel suo camerino, riceve un pacco dono, contenente un portacipria e due flaconi porta profumo di cristallo, accompagnato da una lettera del Tenente Blu che, ritornato al fronte, voleva ringraziarla per quell'inconsueta "ospitalità" dentro il suo armadio.
La lettera è però priva di mittente e Mitsou, dopo aver invitato a pranzo a casa sua Piccola Cosa, si fa dare da lei l'indirizzo di Robert, ovvero del Tenente Blu, per poterlo ringraziare del dono. Si intuisce che il breve incontro con Robert ha suscitato in Mitsou un'emozione romantica. 
Inizia così uno scambio epistolare fra i due, uno scambio che, lettera dopo lettera, li farà innamorare l'uno dell'altra, finché Robert le scrive che sarà presto a Parigi, per una breve licenza di due giorni. 
Si incontrano a casa di Mitsou per l'ora del tè e decidono di cenare assieme. Al ristorante Mitsou, un po' brilla per lo champagne, gli confessa che lui è l'unico uomo di cui si sia mai innamorata. Ma quella sera Mitsou deve andare a teatro per il suo spettacolo e Robert,  dopo averla attesa fuori dal teatro, l'accompagna a casa, trascorreranno assieme una notte d'amore. 
L'indomani mattina, osservando Mitsou che sta dormendo, Robert si rende conto che lei non somiglia alle sue precedenti amanti, merita quindi una considerazione diversa, nonostante questo la ritiene incompleta come può esserlo "la larva sinuosa" del suo amore futuro, Mitsou somiglia alla donna che amerà. Mentalmente, prima di svegliarla e andarsene, Robert le dice addio.
Nel pomeriggio, dopo aver pranzato con l'Uomo perbene, Mitsou si prepara ad incontrare Robert per una passeggiata prima della sua partenza al fronte ma, mentre è intenta a meditare sul dolce ricordo del mattino appena trascorso, arriva una lettera di Robert che l'avvisa che, a causa del suo capitano, è stato costretto ad anticipare la partenza. 
Intuendo che si tratta di un pretesto per lasciarla, Mitsou scrive a Robert una lettera nella quale, dopo avergli fatto capire, senza rimproverarlo, che aveva ben inteso i suoi sentimenti per lei, gli esprime la convinzione che "una donna caparbia in amore sboccia in fretta" e, intenzionata a diventare la sua illusione, gli chiede di accordarle la sua fiducia. 
Con questa lettera di Mitsou, il romanzo si conclude.

## Adattamenti cinematografici
1956: Mitsou regia di Jacqueline Audry, adattamento e dialoghi di Pierre Laroche, con Danièle Delorme nella parte di Mitsou, produzione Ardennes Film, Francia.